# Zeitwaage

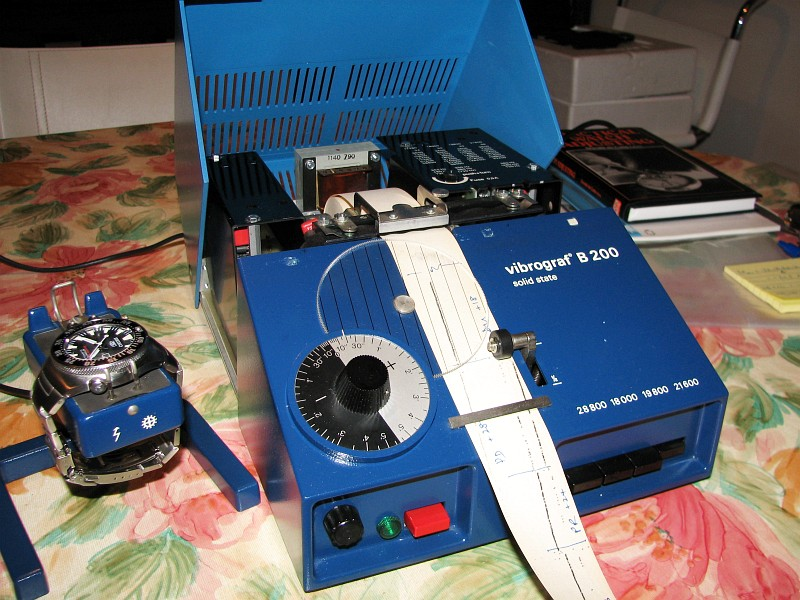
Eine elektronische Zeitwaage mit Mikrofon

Eine Zeitwaage (auch Chronokomparator von franz.: chronocomparateur; früher auch „Waage der Zeiten“ genannt) ist ein elektronisches Gerät, um eine Unregelmäßigkeit im Gang eines Uhrwerks festzustellen. Dabei werden die Schläge des Uhrwerks mit einem Körperschallmikrofon aufgenommen oder anhand der Vibration erkannt und mit einer bekannten Frequenz verglichen. Üblicherweise wird mit einer Quarzzeitbasis referenziert und das Ergebnis schriftlich festgehalten. So bietet das Verfahren eine einfache und schnelle Möglichkeit, Gangfehler und Lagefehler festzustellen.
Es kann auch ein fehlerhafter Abfall (hinkender Gang) und mit elektronischen Zeitwaagen die Amplitude der Unruh analysiert werden.
Geräte älterer Bauart schreiben für jeden Schlag der Uhr einen kurzen Strich auf einen fortlaufenden Papierstreifen. Die Neigung der gebildeten Linien zeigt dann den Gangfehler der Uhr an, der Abstand der Linien ist ein Hinweis auf den Abfallfehler. Moderne Geräte haben ein elektronisches Display, das alle relevanten Daten digital anzeigt. Wird dennoch ein Ausdruck benötigt, muss ein Drucker angeschlossen werden.